# Hochheim (Texas)
Hochheim è una comunità non incorporata degli Stati Uniti d'America, situata nella contea di DeWitt dello Stato del Texas.
Fu fondata come insediamento per gli immigrati tedeschi lungo il fiume Guadalupe.

## Geografia fisica
Hochheim è situata a 29°18′45″N 97°17′30″W, 354 piedi (108 m) sopra il livello del mare. Si trova in nella Texas Coastal Bend.